# Корея (журнал, КНДР)
«Корея» (кор. 조선?, 朝鮮?) — северокорейский ежемесячный иллюстрированный общественно-политический журнал, предназначенный для зарубежных читателей. Издаётся с 1956 года на русском, корейском, английском, французском и китайском языках. Ранее также выходил на испанском, арабском.
В журнале публикуются красочно иллюстрированные авторские статьи об обществе, экономике, культуре и политике КНДР.

## В культуре
В одной из самых известных песен Егора Летова «Всё идёт по плану» присутствуют такие строки:

Я купил журнал «Корея» — там тоже хорошо.

Там товарищ Ким Ир Сен, там то же, что у нас.

Я уверен, что у них то же самое —

И всё идёт по плану.

## Критика
Журнал часто подвергается критике читателями с постсоветского пространства за неточные и некачественные переводы с обилием речевых ошибок и весьма специфическую манеру изложения.